# 武田時綱
武田時綱（日语：／ Takeda Tokitsuna，1245年2月1日—1307年8月1日）是日本鎌倉時代中期至後期武將，武田氏第8代家督。第7代家督武田信時之子，母親為右馬權頭源頼茂之女。字六郎，伊豆安藝甲斐駿河陸奧等守護、治部刑部等少輔、兵庫頭、大膳大夫等補任、敘正四位下。

## 生平
寬元3年（1245年）1月3日，武田時綱於甲府館內出生。幼名為龍光丸。建長5年（1253年）1月15日、當時的執權北條時賴作為烏帽子親為其元服、時綱的偏諱｢時｣字是身為得宗的北條時頼賜予的偏諱。
30歲時，武田時綱和父親一起去了安藝，因為長門的警固而去守衛。正應2年（1289年），父親去世，武田時綱繼承家督之位。
正安2年（1300年）5月武田時綱出家、法號為光潤。德治2年（1307年）7月3日逝世，家督之位由獨生子武田信宗繼承。 